# Garella rotundimacula
Garella rotundimacula är en fjärilsart som beskrevs av Embrik Strand 1917. Garella rotundimacula ingår i släktet Garella och familjen trågspinnare. Inga underarter finns listade i Catalogue of Life.